# Уолш, Патрисия
Патрисия Уолш (исп. Patricia Walsh, родилась в 1952, Буэнос-Айрес) — аргентинский социальный психолог и левый политический деятель. Дочь Родольфо Уолша и сестра Виктории Уолш (погибла в 1976).
Член троцкистского Социалистического движения трудящихся, депутат Палаты депутатов Национального конгресса (в 2001—2005 годах) и член Законодательного собрания Буэнос-Айреса (в 2007—2010 годах) от «Объединённых левых» — коалиции СДТ и КПА. На президентских выборах 1999 года заняла четвёртое место с 0,7 % действительных голосов. Выдвигалась от «Объединённых левых» и на президентских выборах 2003 года, набрала 1,8 % голосов.